# Bewegung Neue Generation
Die Bewegung Neue Generation (Sorani: جووڵانەوەی نەوەی نوێ, arabisch: حراك الجيل الجديد) ist eine politische Partei in der Autonomen Region Kurdistan im Irak.
Die Partei wurde 2017 von dem Medien- und Bauunternehmer Schaswar Abdulwahid gegründet, nachdem dieser eine Kampagne gegen das Unabhängigkeitsreferendum für die Autonome Region Kurdistan angeführt hatte. Ihre Themen sind die Ablehnung des Zwei-Parteien-Systems aus KDP und PUK mit seinen schwachen demokratischen und rechtsstaatlichen Standards, Unterstützung der Rechte der Frauen und ihrer Präsenz im kulturellen und wirtschaftlichen Leben, Unterstützung für vulnerable Gruppen und Minderheiten in der kurdischen Gesellschaft und ökonomische Liberalisierung. Die massive Präsenz des im Besitz des Parteivorsitzenden befindlichen Fernsehsenders NRT TV kam dem Wahlerfolg der Partei zugute. Abdulwahid versprach auch, Elektroautos in die Region zu bringen, obwohl deren Stromversorgung öfter lückenhaft ist. Im Repräsentantenrat des Iraks ging die Partei zunächst eine Fraktionsgemeinschaft mit der „Emtidad“-Liste ein, die  aus einer irakischen Protestbewegung hervorging, diese wurde aber Anfang 2023 aufgelöst. Die Partei ist nach den Wahlen von 2021 mit vier Abgeordneten im Repräsentantenrat des Irak und mit acht Abgeordneten im Parlament Kurdistans vertreten.

## Kritik
Eine Abgeordnete im Parlament Kurdistans erhob gegen den Parteivorsitzenden den Vorwurf sexueller Erpressung mit der Drohung, ein Sexvideo von ihr zu veröffentlichen.
Verschiedene Abgeordnete werfen der Partei und ihrem Vorsitzenden eine Vermischung von Familie, Politik und Geschäft vor. Dieser konterte die Vorwürfe mit einer Anklage an PUK und KDP, sie wollten seine Bewegung zerstören.